# Laia Lamana Llobera
Laia Lamana Llobera (Barcelona, 8 de gener de 2002) és una jugadora de bàsquet catalana.
Base, es formà al Club Esportiu Joventut l'Hospitalet i el Club Bàsquet Femení Sant Adrià. Amb el club adrianenc debutà a la Lliga femenina 2 la temporada 2020-21. La temporada següent fitxà pel Celta Zorka Recalvi de la Lliga Challenge. El juny de 2022 s'incorporà al Nou Bàsquet Paterna, filial del València Bàsket, a la Lliga Challenge. Aquella temporada també jugà amb el primer equip, debutant a la Primera Divisió i aconseguint el títol de Lliga (2022-23). Internacional amb la selecció espanyola en categories de formació, s'ha proclamat campiona d'Europa sub-20 (2022).